# 齊藤光毅
齊藤光毅（2001年8月10日—），日本足球運動員，現時被比利時甲級聯賽B球隊洛默爾外借至英冠球隊女王公園巡遊者，司職前鋒。

## 俱樂部生涯
2001年出生的齐藤光毅出自于横滨FC青训体系，2018年高中二年级便以两种登录身份，进入到了横滨FC一线队。並在同年的日乙联赛第24轮与FC岐阜的比赛中替补登场，他也以16岁11个月11天的年纪，创造了横滨FC队史最年轻出场纪录。当时16岁的齐藤光毅与51岁的三浦知良组成的锋线组合，年龄差距达到了35岁。而在2018年9月1日，横滨FC与只有16岁，尚未高中毕业的齐藤光毅签订了职业合同。
之后的一个赛季，17岁的齐藤光毅已经成为了横滨FC一线队中成员，他在整个2019赛季的日乙联赛中出场29次攻入6球，帮助横滨FC成功升入了顶级联赛。
来到日职赛场后，齐藤光毅是横滨FC在前场主力一员，联赛第3轮，客场与柏雷素尔的比赛中，齐藤光毅打进了个人日职首球，他也成为了继久保建英之后，第二位在日职联赛中破门的00后球员。
2020年11月11日，横滨FC官方宣布，队内小将齐藤光毅转会至比甲B球队洛默尔，球员将在明年1月份正式加盟球队。转会费是221万欧元。
比甲B联赛第17轮洛默尔4-2丹尼兹，第85分钟齐藤光毅迎来处子秀。
比甲B联赛第1轮，洛默尔2-3华斯兰比华伦，齐藤光毅开场4分钟世界波攻入赛季处子球。
荷甲球队鹿特丹斯巴达官方宣布，效力于比甲B球队洛默尔的日本U21国脚前锋齐藤光毅租借加盟球队。
9月3日，荷甲第5轮，鹿特丹斯巴达4:0大胜禾宁丹。齐藤光毅第66分钟替补登场。第72分钟齐藤光毅助攻托比亚斯·劳里森打入1球，第85分钟又助攻斯文·米吉纳斯打入1球，帮助球队大胜。本场比赛是齐藤光毅本赛季荷甲的首次登场，完成助攻梅开二度。
2023年1月21日，荷甲第17轮，鹿特丹斯巴达3:0战胜甘堡尔。齐藤光毅首发出场第60分钟被换下。第18分钟齐藤光毅接斯文·米吉纳斯助攻，禁区内高难度停球后劲射破门。这是齐藤光毅本赛季荷甲的首球。
2024年8月13日,女王公園巡遊者官方宣布正式從洛默爾租借齊藤光毅, 為期一季。
2025年1月21日英冠第28輪, 女王公園巡遊者2:1戰勝赫爾城足球俱樂部, 齊藤光毅57分鐘替補上陣。第70分鐘在邊路突破攻入效力女王公園巡遊者的首球。

## 國家隊生涯
2019年齐藤光毅被提拔选入日本U20国家队参加了2019年国际足协U-20世界盃 。
齐藤光毅也随日本U23国家队在乌兹别克的U23亚洲杯上表现出色。

## 外部連結
- Profile at J. League （页面存档备份，存于）
- Profile at Yokohama FC （页面存档备份，存于）
- 日本職業足球聯賽中的齊藤光毅 （日語）
- 齊藤光毅的X（前Twitter）
- 齊藤光毅的Instagram帳戶